# Honda CB 650 F
Die CB 650 F ist ein Naked-Bike des japanischen Fahrzeugherstellers Honda, das von 2014 bis 2018 gefertigt wurde.

## Modellentwicklung

### CB 650 F

#### RC75 (2014)
Abgeleitet vom Modell Honda CB 600 F Hornet brachte Honda 2014 ein neukonstruiertes Motorrad auf den Markt. Der Vierzylindermotor mit 649 cm³ Hubraum leistet 87 PS (64 kW). Er wurde auf einen fülligen Drehmomentverlauf entwickelt, das bedeutet, dass auch bei niedrigeren Drehzahlen bereits Leistung vorhanden ist. Das maximale Drehmoment von 63 Nm liegt bei 8000 min−1 an (vgl. CB 600 F Hornet PC41: 63,5 Nm bei 10.500 min−1). Die Höchstgeschwindigkeit ist mit 195 km/h angegeben.

## Fahreindrücke und Motorcharakteristik
Ab 2500 min−1 stellt der Motor 50 Nm Drehmoment zur Verfügung. Das ermöglicht frühes Hochschalten. Im Stadtverkehr kann man im fünften oder sechsten Gang fahren. Der Motor ist moderat kurzhubig ausgelegt (Bohrung: 67 mm, Hub: 46 mm) und wartet mit Leistung bereits im unteren und mittleren Drehzahlbereich auf. Ihr Stahlrahmen aus ovalen Rohren ermöglicht eine schlanke Bauweise, lediglich 208 kg bringt sie getankt auf die Waage. Die entspannte Sitzposition unterstützen die einfache Handhabung, ebenso die brauchbare Grundabstimmung des Fahrwerks – Nachjustierungsmöglichkeiten sind deshalb überflüssig.

## Fahrwerk und Bremsen
Der Brückenrahmen besteht aus Stahl und nimmt über ein in sieben Stufen verstellbares Monoshock-Federbein (ohne Umlenkhebel) die Kräfte der Aluminiumschwinge auf. Die konventionelle Telegabel mit 41 mm Standrohrdurchmesser hat keine Einstellmöglichkeit. Die Nissin-Bremsanlage, in Deutschland nur mit ABS verfügbar, besteht aus einer Scheibenbremse (starr) vorn mit 320 mm Durchmesser, Doppelkolben-Bremszange (Schwimmsattel) und Sintermetallbelägen in Kombination mit einer Einzelscheibenbremse 240 mm und Einkolben-Bremszange hinten.

## Fahrleistungen
- Höchstgeschwindigkeit: 205 km/h

- Beschleunigung
  - 0–100 km/h in 3,8 s
  - 0–200 km/h in 21,2 s

- Durchzug
  - 60–100 km/h in 4,8 s
  - 140–180 km/h in 8,8 s

- Tachometerabweichung
- Effektiv (Anzeige 50/100): 48/98 km/h
- Anzeige roter Bereich Drehzahlmesser: 12 200/min

- Verbrauch
  - Landstraße: 4,4 l/100 km
  - bei 130 km/h: 4,6 l/100 km
  - theor. Reichweite Landstraße: 393 km
  - Kraftstoffart: Super
  - Tankinhalt: 17,3 l

- Maße und Gewichte
  - L/B/H: 2160/910/1260 mm
  - Sitzhöhe: 800 mm
  - Gewicht vollgetankt: 212 kg
  - Zuladung: 184 kg

## Service-Daten
- Service-Intervalle: 12 000 km
- Ölvorrat 2,9 Liter
- Farben: Gelb, Schwarz, Silber, Tricolor (Blau/Weiß/Rot)
- Preis: 7690 Euro (2014)

### RC 97 (2017)
Im Zuge der ab 2017 gültigen Euro-4-Bestimmungen wurden verschiedene Komponenten modifiziert. Durch eine Einlasstrakt-Überarbeitung sowie eine neue Auspuffanlage erhöhte sich die Leistung auf 90 PS (66 kW). Eine Verkürzung der Getriebeübersetzung der Gänge 2 bis 5 verbesserte den Durchzug. Außerdem erhielt das Modell einen LED-Scheinwerfer, eine neue Dual-Bending-Valve-Gabel von Shōwa und modifizierte Nissin-Bremszangen.